# Дворовый цикл
«Дворовый цикл» («А у нас во дворе…») — цикл из нескольких песен, написанных композитором Аркадием Островским на стихи поэта Льва Ошанина в 1962—1967 гг. Сюжетная линия, объединяющая песни цикла — история отношений юноши и девушки, соседей по двору. Первая песня цикла, исполненная по радио, сделала широко известным молодого певца Иосифа Кобзона. Песни, входящие в цикл, написаны для двух разных исполнителей: несколько — для мужского голоса и несколько для женского. Классическим стало исполнение И. Кобзона и Майи Кристалинской.

### История создания
Согласно версии, изложенной поэтом Львом Ошаниным, весной 1962 г. при личной встрече А. Островский наиграл Л. Ошанину несколько музыкальных фраз. После некоторых раздумий у поэта родился текст стихотворения о первой любви обычного мальчишки к соседской девчонке, живущей с ним в одном дворе. Слова легли на музыку, песня «А у нас во дворе…» была исполнена И. Кобзоном в радиопередаче «Доброе утро». Слушатели сразу потребовали продолжения этой истории: авторы получили многочисленные письма с соответствующими просьбами.
В ноябре того же года композитор и поэт, работая в Малеевке, в Доме творчества, перебрали множество вариантов и представили публике вторую песню «И опять во дворе…». Снова последовал поток писем. Теперь активнее требовали девушки и просили развития «женской» линии этой истории.
Ответом авторов стала песня «Я тебя подожду…», созданная к марту 1963 г., и исполненная Майей Кристалинской. Именно эту песню поэт Л. Ошанин считал наиболее удачной.
Вскоре была написана и исполнена по радио песня «Письмо издалека», но вследствие разногласий авторов по поводу одного из куплетов (композитор требовал его снять, поэт настаивал на необходимости сохранения) авторы «отобрали у радио и сунули в письменный стол» это произведение. Аудиозапись И. Кобзона, однако, сохранилась, текст и ноты были изданы.
18 сентября 1966 г. в «Добром утре» прозвучала песня «Спустя три года». Снова авторы получили поток писем, на этот раз с просьбами и требованиями изменить сюжетную линию и привести влюбленных к счастливому концу.
В том же году Ошанин и Островский создали песню «Детство ушло вдаль…», которая, вопреки ожиданиям слушателей, все же не ставила точку во всей этой истории и не давала окончательные ответы на вопросы.
Последней песней цикла стала «Доверчивая песня», набросок которой был найден после смерти А. Островского, и которая была аранжирована Александрой Пахмутовой.

### Исполнители
Иосиф Кобзон, исполнивший «мужскую партию» «дворового цикла», впоследствии не раз на различных выступлениях пересказывал историю его создания, насчитывая в цикле пять песен — «А у нас во дворе…», «И опять во дворе…», «Я тебя подожду», «Вот снова этот двор…», и «Доверчивую песня». Кроме того, Кобзон утверждал, что по замыслу авторов должна была выйти финальная песня свадебного характера, чему помешала смерть композитора А. Островского.
Майя Кристалинская исполнила две песни «дворового цикла» — «Я тебя подожду» и «Детство ушло вдаль…».

### Состав цикла и развитие сюжета
«А у нас во дворе…». Завязка сюжета: первая влюбленность мальчика в девочку, его впечатления и переживания.
«И опять во дворе…». Предстоящая вынужденная разлука двух влюбленных: юношу ожидает долгий путь, но он обещает не оставлять возлюбленную и вернуться хотя бы на вечер.
«Я тебя подожду…». Девушка, оставшаяся одна, скучает по юноше, ожидая его возвращения, но не на один вечер, а навсегда.
«Письмо издалека». Юноша, находящийся среди лесов и гор, тревожится и слегка грустит по возлюбленной, однако заверяет ее, что «есть дела сильнее любви» и приглашает приехать, если она не боится трудностей.
«Спустя три года» («Вот снова этот двор…»). Юноша, вернувшийся в родной двор через три года, видит, как за время его отсутствия все изменилось. Своей девушки он не находит, почему — не поясняется.
«Детство ушло вдаль…» («И все сбылось и не сбылось…»). Девушка грустит о прошедшей поре детства, о разлуке с любимым, возвращаясь домой и спеша к нему навстречу.
«Доверчивая песня». Юноша заверяет девушку в своей любви и спешит к ней навстречу.

### Публикации
Тексты песен и ноты публиковались в многочисленных песенных и стихотворных сборниках. Наиболее фундаментальные издания:
- Островский А. И. Собрание сочинений. Том II. М., 1971 («А у нас во дворе…», «И опять во дворе…», «Я тебя подожду», «Письмо издалека», «Почему же я одна»).[5]
- Островский А. И. Собрание сочинений. Том III. М., 1972 («Вот снова этот двор…», «Детство ушло вдаль…», «Доверчивая песня»).[5]
- Ошанин Л. И. Собрание сочинений в трех томах. Том 2. М, 1981 (все тексты).

### Варианты текста
В большинстве песен угадываются общие мотивы и детали: двор, играющая пластинка, девичьи каблуки, старики с домино, окна дома, дворовые ворота, «тонкий свитерок» девушки и т. д.
Однако в некоторых случаях можно обнаружить стихотворные варианты (как в текстах, так и в певческом исполнении), отражающие, по всей видимости, разные этапы работы Л. Ошанина над текстом.
«И опять во дворе…»
Губы не прячь и вокруг не поглядывай,
Ты уж как хочешь, а мне по душе
Помнить квартиру сто двадцать девятую,
Твой огонек на шестом этаже.
Вариант:
Губы не прячь и глаза не отвертывай,
Ты уж как хочешь, а мне по душе
Помнить квартиру сто тридцать четвертую,
Твой огонек на шестом этаже.
Письмо издалека"
«Письмо издалека»
Ночью мне немножко тревожно,
И сна почему-то нет,
Ночью жалко, что невозможно
Увидеть в окне твоей лампочки свет.
Вариант:
Ночью все иначе немного
И нету дневных забот.
Снятся радуги и дорога,
Лица твоего озорной поворот.

### В культуре
К названию первой песни цикла «А у нас во дворе» отсылает одноименный российский сериал 2017 г.

### Интересные факты
- К «дворовому циклу» тематически примыкают еще две песни тех же авторов «Опять весна», и «Почему же я одна», исполненные М. Кристалинской в 1966 г. Вероятно, из-за трагичного сюжетного поворота — расставание и одиночество девушки — эти песни не считаются частью «дворового цикла». Наиболее тесно с циклом связана песня «Опять весна»: её темы дворовых ворот, пластинки и возвращения юноши с другой девушкой.[7]
- В 1960-е годы на Ленинградском радио прозвучала передача с участием авторов и первых исполнителей[8]. Песни «дворового цикла» в ней были собраны в единую композицию, написанную Л. Ошаниным специально для этой передачи[9]. Дополнительные стихотворные и прозаические тексты, добавленные между песнями, раскрыли тему отношений влюбленных молодых людей, дополнив цикл новыми подробностями. Песни, прозвучавшие в аудиоспектакле: «А у нас во дворе…», «И опять во дворе…», «Я тебя подожду», «Письмо издалека», «Вот снова этот двор…», и «Детство ушло вдаль…» «Доверчивая песня» исполнена не была.
- Последняя песня цикла «Доверчивая песня» была исполнена двумя певцами отдельно — И. Кобзоном и М. Кристалинской.
- Вариантный куплет «Губы не прячь и глаза не отвертывай…» в песне «И опять во дворе…» отсутствует в большинстве записей И. Кобзона.